# Kanton Jarnac
Kanton Jarnac (fr. Canton de Jarnac) je francouzský kanton v departementu Charente v regionu Poitou-Charentes. Skládá se ze 14 obcí.

## Obce kantonu
- Bassac
- Chassors
- Fleurac
- Foussignac
- Houlette
- Jarnac
- Julienne
- Mérignac
- Les Métairies
- Nercillac
- Réparsac
- Sainte-Sévère
- Sigogne
- Triac-Lautrait